# Fernanda Montenegro
Arlette Pinheiro Esteves da Silva, coneguda artísticament com a Fernanda Montenegro (Rio de Janeiro, Brasil, 16 d'octubre de 1929) és una actriu brasilera de cinema, teatre i televisió.

## Biografia
Arlette Pinheiro Esteves da Silva va néixer el 16 d'octubre de 1929 a Rio de Janeiro. Va adoptar el nom de "Fernanda" perquè va pensar que sonava bé. "Montenegro" va sortir del nom del seu metge de família.
A finals dels 40, va traduir i va adaptar obres de teatre famoses per a la ràdio. Va començar la seva vida artística en el teatre amb l'obra Alegres Canções nas montañas el 1950. Entre els seus companys estaven Fernando Torres, que aviat es convertiria en el seu marit. A continuació, va utilitzar com a nom de matrimoni Arlette Pinheiro Monteiro Torres. En els següents anys, va treballar amb altres grans actors com Sérgio Britto, Cacilda Becker, Nathália Timberg, Cláudio Corrêa i Castro i Ítalo Rossi.
A començaments dels anys 60 es va mudar a São Paulo, on va treballar en moltes obres de teatre i també va començar a treballar en la televisió. La seva primera telenovel·la va ser Pouco amor não é amor. El 1964 va començar a treballar també per al cinema. La seva primera pel·lícula va ser A falecida. El 1965 va néixer la seva filla Fernanda Torres. Més tard, també es va convertir en una actriu famosa.
Amb el temps, més i més èxit va tenir en les telenovel·les i obres de teatre i va arribar a rebre molts premis. Posteriorment va ser anomenada "la primera dama del teatre del Brasil". Al cinema, després d'algunes pel·lícules no gaire famoses, va treballar en Eles não usam Black-Tie (1981), aplaudida pels crítics.
El seu èxit en la televisió i el teatre va seguir, però la seva carrera cinematogràfica, malgrat que mai no es va parar, va passar en gran manera inadvertida fins a 1997, quan O que é isso, companheiro?, una candidata per l'Oscar a la millor pel·lícula de parla no anglesa, va ser estrenada. El 1998, Central do Brasil va encantar el món. Aquesta pel·lícula, una altra candidata per a l'Oscar, va ser el moment més alt de Fernanda Montenegro en la seva carrera cinematogràfica, ja que va ser una candidata a la Millor Actriu. L'Oscar no el va rebre, però l'actriu va rebre el premi de Berlín.
El 1999 va tenir un altre gran èxit en la televisió, O auto da compadecida, més tard reduït a format de pel·lícula i estrenada en els cinemes.
La seva importància és ser una de les millors actrius de Brasil i la primera llatinoamericana a rebre una nominació a l'Oscar, per la pel·lícula Central do Brasil, de 1998.
Fernanda va ser responsable del recomençament de la carrera teatral de Giulia Gam, a la seva tornada al Brasil el 1987.
L'any 2021 va ser l'escollida per ocupar la cadira nº 17 de l'Academia Brasileira de Letras

## Anècdotes
- Va ser la primera actriu brasilera a ser nomenada als Premis de l'Acadèmia (Oscar).
- És considerada la gran dama de la televisió brasilera.
- Mare de l'actriu Fernanda Torres i del director Cláudio Torres.
- Va refusar una invitació del president de Brasil per ser ministra de cultura en els anys 80. Va respondre que seria més útil actuant al seu país.
- El 1992, va guanyar la medalla de mèrit cultural de Portugal.
- Fernanda és descendent de portuguesos i italians.
- Va guanyar almenys 10 premis a la millor actriu en pel·lícules, novel·les i teatre. Això inclou 5 premis Molières.
- El 1971 va guanyar la medalla de l'orde do Cruzeiro do Sul de bons serveis per a la cultura brasilera.
- Fernanda va guanyar el Premi Contigo! a la millor actriu pel seu paper en la telenovel·la Belíssima (2006).
- Va guanyar el Gran Premi Cinema Brasil per a la millor actriu pel seu paper en O outro lado da rua. Amb aquest paper, també va guanyar el premi a la millor actriu en el Festival de Tribeca i en el Festival Audiovisual.

## Filmografia

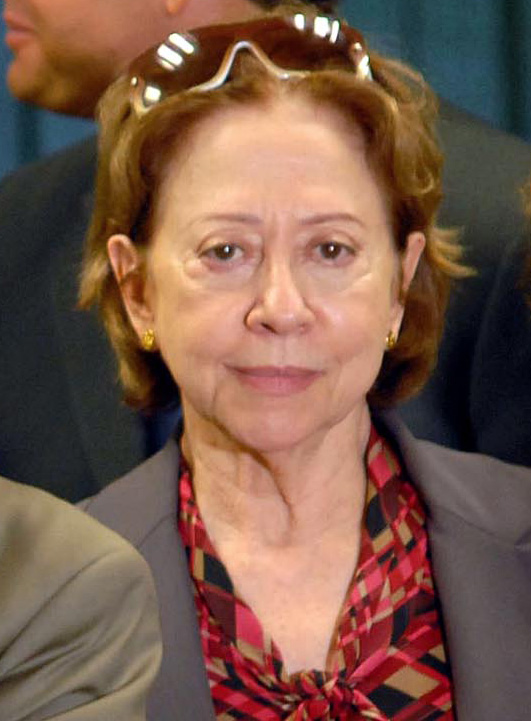
Fernanda Montenegro (2006)

### Televisió
Sèries/minisèries
- 2006 Belíssima - Bia (Beatriz) Falcão
- 2005 Hoje é Dia de Maria - madrasta (Stepmother)
- 2004 Um só coração - Herself
- 2003 Celebridade – ella mateixa
- 2002 Pastores da noite - Tibéria
- 2002 Esperança - Luisa (primera part)
- 2001 As filhas da mãe - Lulu de Luxemburg (Lucinda Maria)
- 1997 Zazá - Zazá (Marisa Dumont)
- 1994 Incidente em Antares - Dona Quita (Quitéria Campolargo)
- 1993 O mapa da mina - Madalena Morais
- 1993 Renascer - Jacutinga
- 1992 O dono do mundo - Olga Portela
- 1990 Riacho Doce - Vó Manuela
- 1990 Rainha da Sucata - Salomé
- 1987 Sassaricando – ella mateixa
- 1986 Cambalacho - Naná (Leonarda Furtado)
- 1983 Guerra dos sexos - Charlô (Cumbuca)/Altamiranda
- 1981 Brilhante - Chica (Francisca) Newman
- 1981 Baila comigo - Sílvia Toledo
- 1979 Cara a cara - Ingrid
- 1968 A muralha - mare de Cândida Olinto

### Pel·lícules
- 2007 Love in the Time of Cholera - Tránsito Ariza
- 2005 Casa de areia - D. Maria/Áurea
- 2004 O redentor, de Cláudio Torres
- 2004 Olga - Leocádia Prestes
- 2004 O outro lado da rua - Regina
- 2000 O auto da compadecida - Verge Maria (Holy Mary)
- 1999 Gêmeas, d'Andrucha Waddington
- 1998 Traição, de Claudio Torres, José Henrique Fonseca i Arthur Fontes
- 1998 Central do Brasil - Dora
- 1997 O que é isso, companheiro?, de Bruno Barreto
- 1994 Veja esta canção, de Cacá Diegues
- 1988 Fogo e paixão, d'Isay Weinfeld i Marcio Kogan
- 1986 Trancado por dentro
- 1985 A hora da estrela, de Suzana Amaral
- 1981 Eles não usam Black-tie, de Leon Hirszman
- 1978 Tudo bem, d'Arnaldo Jabor
- 1976 Marília e Marina, de Luís Fernando Goulart
- 1971 A vida de Jesus Cristo
- 1970 Pecado mortal
- 1970 Em família, de Paulo Porto
- 1970 Minha namorada
- 1965 A falecida, de Leon Hirszman

### Teatre
En més de 50 anys de carrera, ha participat en dotzenes d'espectacles teatrals, de gran varietat: des de la clàssica tragèdia grega fins a la comèdia, del musical brasiler a l'avantguarda. Sempre a prop de grans noms, des del repartiment fins a la direcció. Vet aquí alguns dels seus èxits:

Fernanda Montenegro, 1967.

- 1954 O canto da cotovia, de Jean Anouilh - Dirigit per Gianni Ratto
- 1955 Com a pulga atrás da orelha, de Georges Feydeau - Dirigit per Gianni Ratto
- 1955 A moratória, de Jorge de Andrade - Dirigit per Gianni Ratto
- 1956 Eurídice, de Jean Anouilh - Dirigit per Gianni Ratto
- 1958 Vestir os nus, de Luigi Pirandello - Dirigit per Alberto d'Aversa
- 1959 O Mambembe, d'Arthur Azevedo i José Piza. Dirigit per Gianni Ratto
- 1960 A profissão da Sra. Warren, de Bernard Shaw - Dirigit per Gianni Ratto
- 1960 Com a pulga atrás da orelha, de Georges Feydeau - Dirigit per Gianni Ratto
- 1961 O beijo no asfalto, de Nélson Rodrigues - Dirigit per de Fernando Torres
- 1963 Mary, Mary, de Jean Kerr - Dirigit per Adolfo Celi
- 1966 O homem do princípio ao fim, de Millôr Fernandes - Dirigit per Fernando Torres
- 1967 A volta ao lar, de Harold Pinter - Dirigit per Fernando Torres
- 1970 Oh! Que belos dias, de Samuel Beckett - Dirigit per Ivan de Albuquerque
- 1971 Computa, computador, computa, de Millor Fernandes - Dirigit per Carlos Kroeber
- 1972 Seria cômico... se não fosse trágico, de Friedrich Duerrenmatt - Dirigit per Celso Nunes
- 1976 A mais sólida mansão
- 1977 É..., de Millor Fernandes - Dirigit per Paulo José
- 1982 As lágrimas amargas de Petra von Kant, de Rainer Werner Fassbinder - Dirigit per Celso Nunes
- 1986 Fedra, de Jean Racine - Dirigit per Augusto Boal
- 1987 Dona doida, de textos d'Adélia Prado - Dirigit per Naum Alves de Souza
- 1993 The Flash and Crash Days, de Gerald Thomas - Dirigit per Gerald Thomas
- 1995/96 Happy Days de Samuel Beckett - Dirigit per Jacqueline Laurence
- 1998 Da gaivota, de l'obra homònima d'Anton Txékhov - Dirigit per Daniela Thomas

## Premis i nominacions

### Premis
- 1998: Os de Plata a la millor interpretació femenina per Central do Brasil

### Nominacions
- 1998: Oscar a la millor actriu per Central do Brasil
- 1998: Globus d'Or a la millor actriu dramàtica per Central do Brasil